# Klaviersonate Nr. 21 (Beethoven)

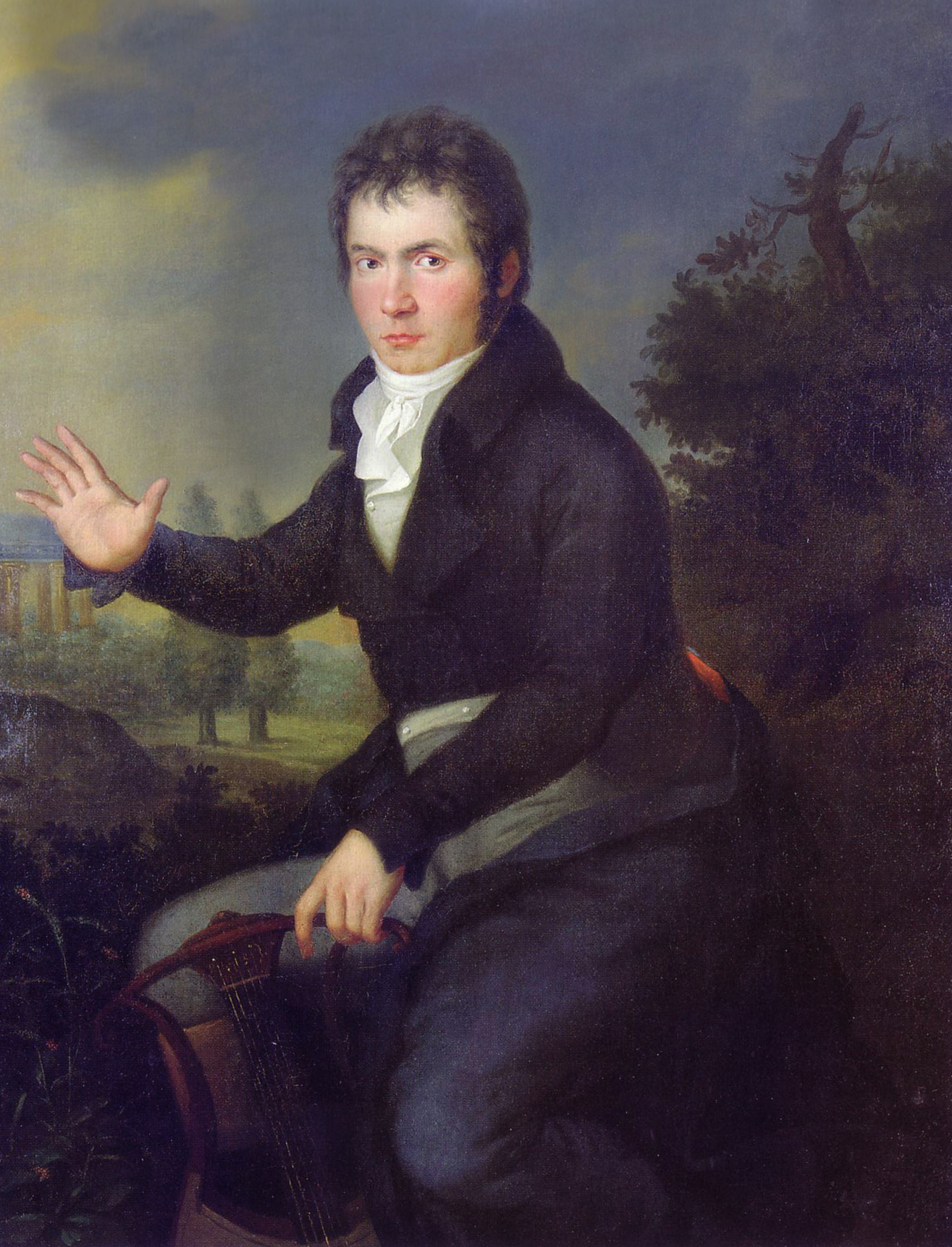
Beethoven, 1804/5.

Die Klaviersonate Nr. 21 (op. 53) „Waldstein“ ist eine dreisätzige Sonate von Ludwig van Beethoven. Gewidmet ist sie dem Freund und Förderer Grafen Waldstein. Beethoven skizzierte sie im Dezember 1803, unmittelbar vor Beginn der Arbeit an der Oper Fidelio. Im August 1804 bot er sie mit den Sonaten op. 54 und op. 57 dem Leipziger Verlag Breitkopf & Härtel an.
Streng in der Sonatensatzform, kristallklar in Ton und Struktur, sind der erste und dritte Satz von orchestraler Klangfülle. Mehr als alle anderen Beethoven-Sonaten trägt die Waldstein-Sonate Züge eines Klavierkonzerts ohne Orchester.

## Aufbau
- 1. Satz: Allegro con brio, C-Dur, 4/4 Takt, 302 Takte
- 2. Satz: Introduzione, Adagio molto, F-Dur, 6/8 Takt, 28 Takte
- 3. Satz: Rondo, Allegretto moderato, C-Dur, 2/4 Takt, 543 Takte

### 1. Satz

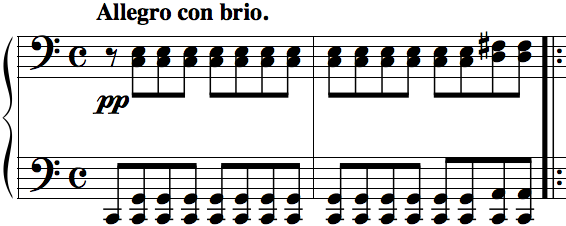
Beginn des ersten Satzes

Das Thema, eingeleitet von einem klopfenden C-Dur-Dreiklang mit Achteln in Basslage und gefolgt von einem „Echo“ im Diskant, baut die große Spannung und Dynamik des Satzes auf. Mit Sechzehntel-Oktaven anstelle der Eingangsachtel wird das Thema wiederholt. Über eine figurative H-Dur-Passage findet es zum ruhigen Seitenthema in der Obermediante E-Dur, dolce e molto legato. Nach der wiederholten Exposition beginnt die Durchführung in der Subdominante F-Dur. Dem launigen Spiel mit dem Anfangsmotiv folgt eine weiträumige Modulation von C-Dur über F-Dur, B-Dur, es-moll, Fis-Dur, h-moll und c-moll zur Dominante G-Dur. Die gebrochenen Triolenakkorde antizipieren den 2. Satz. Die Dominantsepte zwischen Bass und Diskant ballt sich in einem Takt zur Reprise in der Tonika, von fortissimo zu pianissimo. Die zweite Hälfte der acht Takte wendet sich in düsteres d-Moll, das durch die ganztaktigen Fermaten auf As und B sogleich gemildert wird, noch einmal aufkommt und über das anschwellende E-Dur zum orchestralen Seitenthema in A-Dur findet. Noch einmal kehrt das klopfende Eingangsmotiv in Des-Dur zurück, nach einer schlichten Kadenz auch dolce das Seitenthema in der Tonika.

### 2. Satz
Beethoven hatte ursprünglich einen anderen Mittelsatz vorgesehen. Da jener aber im Tonfall nicht so ganz zu den Ecksätzen passte und vor dem langen Schlusssatz das Gleichgewicht der Sonate gefährdete, veröffentlichte Beethoven ihn als separates Andante favori (WoO 57). Nach dem sinfonischen 1. Satz ist der tatsächliche 2. Satz der „Haltepunkt“ der Sonate. In F-Dur, der Subdominante des strahlenden C-Dur, und durchweg leise gehalten, ist er ein „gedämpftes Farbenspiel von gelösten Akkordfiguren“. Die Rhythmisierung und die am Ende einsetzenden Zweiunddreißigstel im Bass lassen ahnen, was folgt. Nach der Wendung in die Dominante G-Dur folgt Attacca subito das Rondo.

### 3. Satz

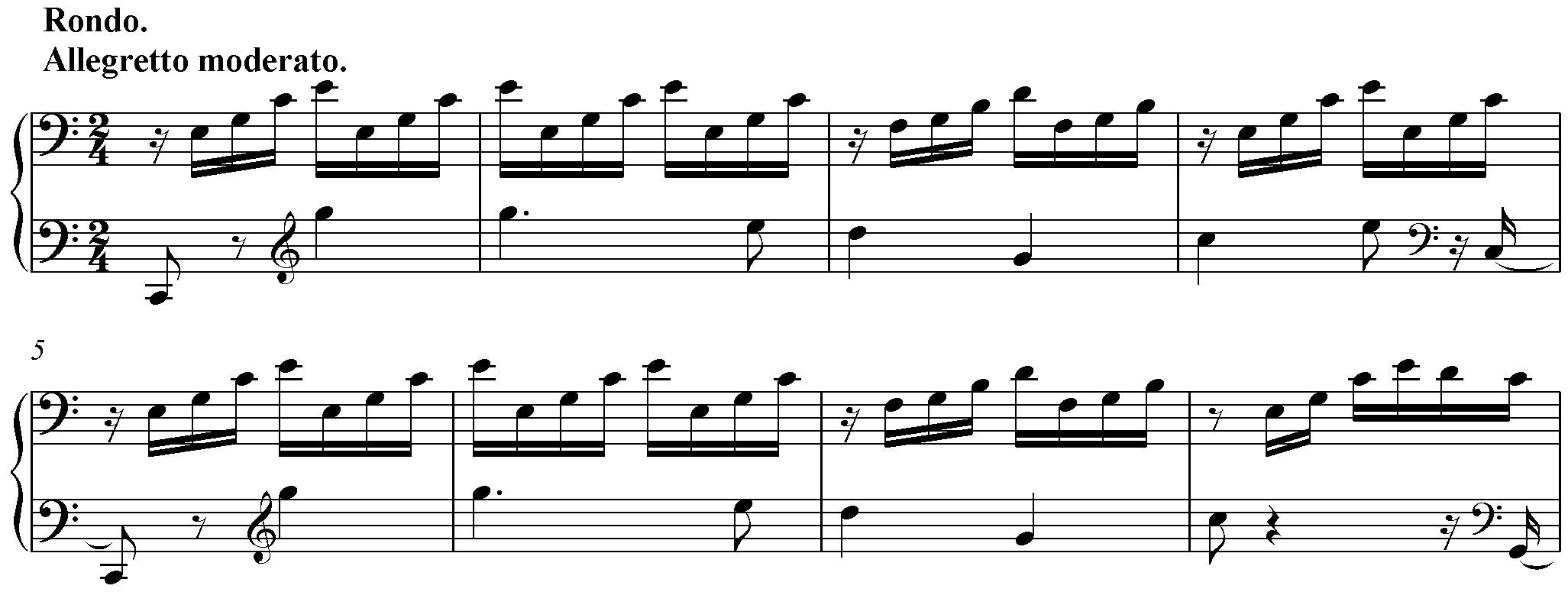
Anfang des Rondos

Es beginnt ein konzertanter Satz, der sich nach Tonfall und Weite ohne weiteres neben den 1. Satz des 4. Klavierkonzerts stellen lässt. Die überschlagene linke Hand spielt das sangliche Thema, während die rechte den inneren Schwung gibt. Das Pedal hält die Orgelpunkte C und G und trägt durch das gelassene Spiel mit Tonika und Dominantseptakkord. Das Thema entwickelt sich über Trillern der rechten Hand, während die linke Tonleitern in Zweiunddreißigsteln zu bewältigen hat. Dieser Themenentfaltung folgt ein trotziges, nachgeschlagenes Seitenthema in der Paralleltonart a-moll mit Sechzehntel-Triolen im Bass. Der Aufruhr des c-moll-Zwischenteils – gebrochene Sechzehntel-Akkorde rechts und pedalisierte Grundtöne links – kommt in Doppeloktaven des Themas zur Ruhe. Nach der Wiederholung des zweiteiligen Anfangs mündet das Rondothema in die Kadenz mit pausenlosen Sechzehntel-Triolen in beiden Händen. Prestissimo im Allabreve, aber leise und leicht beginnt die Coda. Mit ihren Oktavläufen und mehrstimmigen Trillern stellt sie auch Virtuosen vor sehr hohe Hürden.